# リンツ中央駅
リンツ中央駅 (ドイツ語：Linz Hauptbahnhof) はオーストリア、リンツ市にある鉄道駅である。 1858年に開業したこの駅は、リンツ市の中心的な交通基幹である。オーストリア西部鉄道の一部を形成し、ピュールン線、ズンメラウ線、リンツ地方線 (LILO) の終着駅でもある。当駅はオーストリア連邦鉄道 (ÖBB) が所有していて、鉄道サービスはオーストリア連邦鉄道とリンツ地方線が運営している。1日約3万人以上の乗客が利用しており、オーストリア有数の混雑する駅である。

## 位置
リンツ中央駅は、市中心部の南端近くにあるBahnhofplatzに位置している。

## 歴史

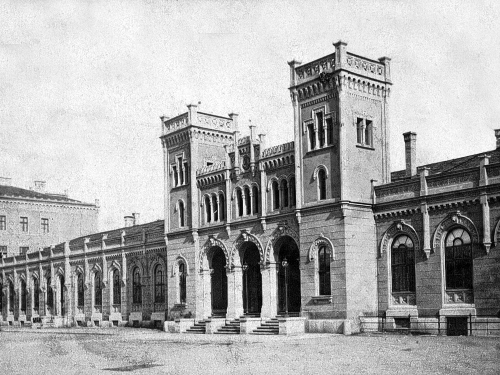
初期のリンツ中央駅駅舎

初期のリンツ中央駅駅舎は、皇后エリーザベト鉄道帝室特認会社のオーストリア西部鉄道がウィーンからリンツへ接続されるのに合わせて、1858年に完成された。
1936年にナチスによってリンツ中央駅改修が実施された。鉄筋コンクリートの骨組みと高い天井、細長い窓が特徴の厳格なモダニズム様式へと変貌する（ヒトラーの生家に最も近い都市がリンツであった）。しかし、この駅が再建されるまでに、リンツは完全な都市改造が行われる5つの総統都市の一つに指定される。 改修計画の駅跡は総統博物館の敷地に指定され、新しい大通りの反対側の端に駅が4キロ南に移動することになった。しかし、これらの改築計画は実現せず、第二次世界大戦中の連合軍の爆撃によって再建された駅舎が損壊したため、当時の地味な造りのまま1949年 (昭和34年) から1955年 (昭和30年) にかけて再び再建された。
しかし20世紀末には、公共交通機関の利用者増加に伴い根本的な再改修が求められた。2002年から2004年にかけて駅舎が全面的に改築され、ウィルヘルム・ホルツバウアー氏設計の新駅舎となった。この再改築により、複合施設の一部として超高層ビルであるターミナルタワー（ドイツ語版）も建設された。

## 駅舎
現在の駅舎は3階建ての構造となっている。正面口はタクシー乗り場隣の地上階にあり、駅バスターミナルへのアクセスも可能である。

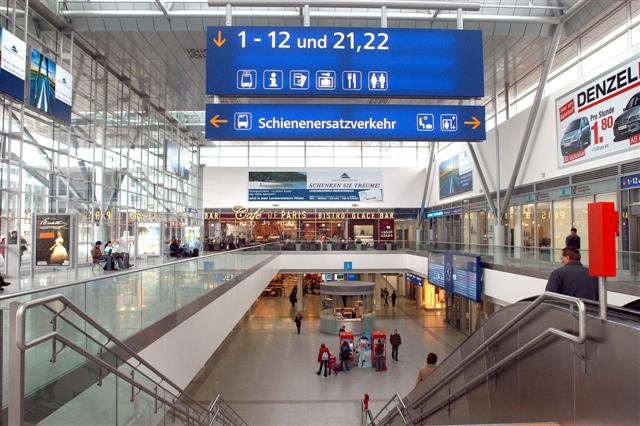
現在の駅舎内部（ホール）

このバスターミナルは、ポストバスや、リンツ市電によって運営されているいくつかのバスとトロリーバスの路線で使われている。また、リンツから近隣のトラウンやアンスフェルデンを結ぶウェルザー社の地域バスにも利用されている。
鉄道プラットホームへは駅舎の地下一階よりアクセスできる。またここには、ÖBBチケット窓口、インフォメーションセンター、ÖBBクラブラウンジに加え、ショップやレストランなどが並んでいる。
地下二階には、リンツ市電の4路線すべてが停車し、さらに市電車両保管庫がある。
利用者の移動時間の無駄を削減しつつ、大規模で明るい雰囲気となったこの駅舎は、クラーゲンフルト、ウィーナー・ノイシュタット、ヴェルスの中央駅に先駆けて、オーストリアで最も人気のある美しい鉄道駅としてフェアケアスクラブ・オーストリア賞（Verkehrsclub Österreich Preis）を繰り返し受賞している。